# Wapen van Nieuwendam

Het wapen van Nieuwendam

Het wapen van Nieuwendam werd op 26 juni 1816 aan de Noord-Hollandse gemeente Nieuwendam toegekend. Het wapen bleef in gebruik tot 1921 toen de gemeente Nieuwendam bij de gemeente Amsterdam gevoegd werd. De gemeente voerde, net als een aantal andere overheidsinstellingen in de regio Waterland, de Waterlandse zwaan op het wapen. Nieuwendam was de enige instelling die een blauw in plaats van een rood wapen voerde. Ook was dit het enige wapen waarop de zwaan geen pijlenbundel vasthield en omgewend op het schild stond.

## Blazoenering
De blazoenering van het wapen luidde als volgt:
Van lazuur, beladen met een zwaan van zilver, geringd en gepoot van keel, gehalsband met een kroon van goud.
Het schild is blauw van kleur met daarop een witte zwaan. De snavel en poten zijn rood van kleur. Om de nek een gouden kroon bestaande uit drie bladeren.

## Vergelijkbare wapens
De volgende wapens hebben eveneens de Waterlandse zwaan op het schild staan:

Het wapen van Buiksloot
Het wapen van Broek in Waterland
Het wapen van Landsmeer
Het wapen van Ransdorp
Het wapen van de gemeente Waterland
Het wapen van het Dijkbestuur van Waterland
Het wapen van het waterschap De Waterlanden

Abbekerk
· Akersloot
· Andijk
· Ankeveen
· Anna Paulowna
· Assendelft
· Avenhorn
· Barsingerhorn
· Beemster
· Beets
· Bennebroek
· Berkenrode
· Berkhout
· Bijlmermeer
· Blokker
· Bovenkarspel
· Broek in Waterland
· Broek op Langedijk
· Buiksloot
· Bussum
· Callantsoog
· De Rijp
· Egmond
· Egmond aan Zee
· Egmond-Binnen
· Graft
·  Graft-De Rijp
· 's-Graveland
· Groet
· Grootebroek
· Grosthuizen
· Haarlemmerliede
· Haarlemmerliede en Spaarnwoude
· Harenkarspel
· Heerhugowaard
· Hensbroek
· Hoogkarspel
· Hoogwoud
· Ilpendam
· Jisp
· Kalslagen
· Katwoude
· Koedijk
· Koog aan de Zaan
· Kortenhoef
· Krommenie
· Kwadijk
· Langedijk
· Leimuiden
· Limmen
· Marken
· Middelie
· Midwoud
· Monnickendam
· Muiden
· Naarden
· Nederhorst den Berg
· Nibbixwoud
· Niedorp
· Nieuwe Niedorp
· Nieuwendam
· Nieuwer-Amstel
· Noord-Scharwoude
· Noorder-Koggenland
· Obdam
· Oosthuizen
· Opperdoes
· Oterleek
· Oude Niedorp
· Oudendijk
· Oudkarspel
· Oudorp
· Petten
· Ransdorp
· Schardam
· Scharwoude
· Schellingwoude
· Schellinkhout
· Schermer
· Schermerhorn
· Schoorl
· Schoten
· Sijbekarspel
· Sint Maarten
· Sint Pancras
· Sloten
· Spaarndam
· Spaarnwoude
· Spanbroek
· Twisk
· Urk
· Ursem
· Veenhuizen
· Venhuizen
· Warder
· Warmenhuizen
· Waverveen
· Weesp
· Weesperkarspel
· Wervershoof
· Wester-Koggenland
· Westwoud
· Westzaan
· Wieringen
· Wieringermeer
· Wieringerwaard
· Wijdenes
. Wijdewormer
. Wijk aan Zee en Duin
· Wimmenum
· Winkel
· Wognum
· Wormer
· Wormerveer
· Zaandam
· Zaandijk
· Zeevang
· Zijpe
· Zuid-Scharwoude
· Zuid- en Noord-Schermer
· Zwaag

Dorpswapens:
Hauwert
· Volendam
· Zwaagdijk-West
1. ↑  J.A.E., De Zwaan van Waterland. Geheugen van Broek in Waterland. Gearchiveerd op 18 mei 2015. Geraadpleegd op 13 mei 2015.